# Niška Banja
Niška Banja ist ein Stadtteil von Niš und ein bekannter Badeort in Serbien.

## Geografie

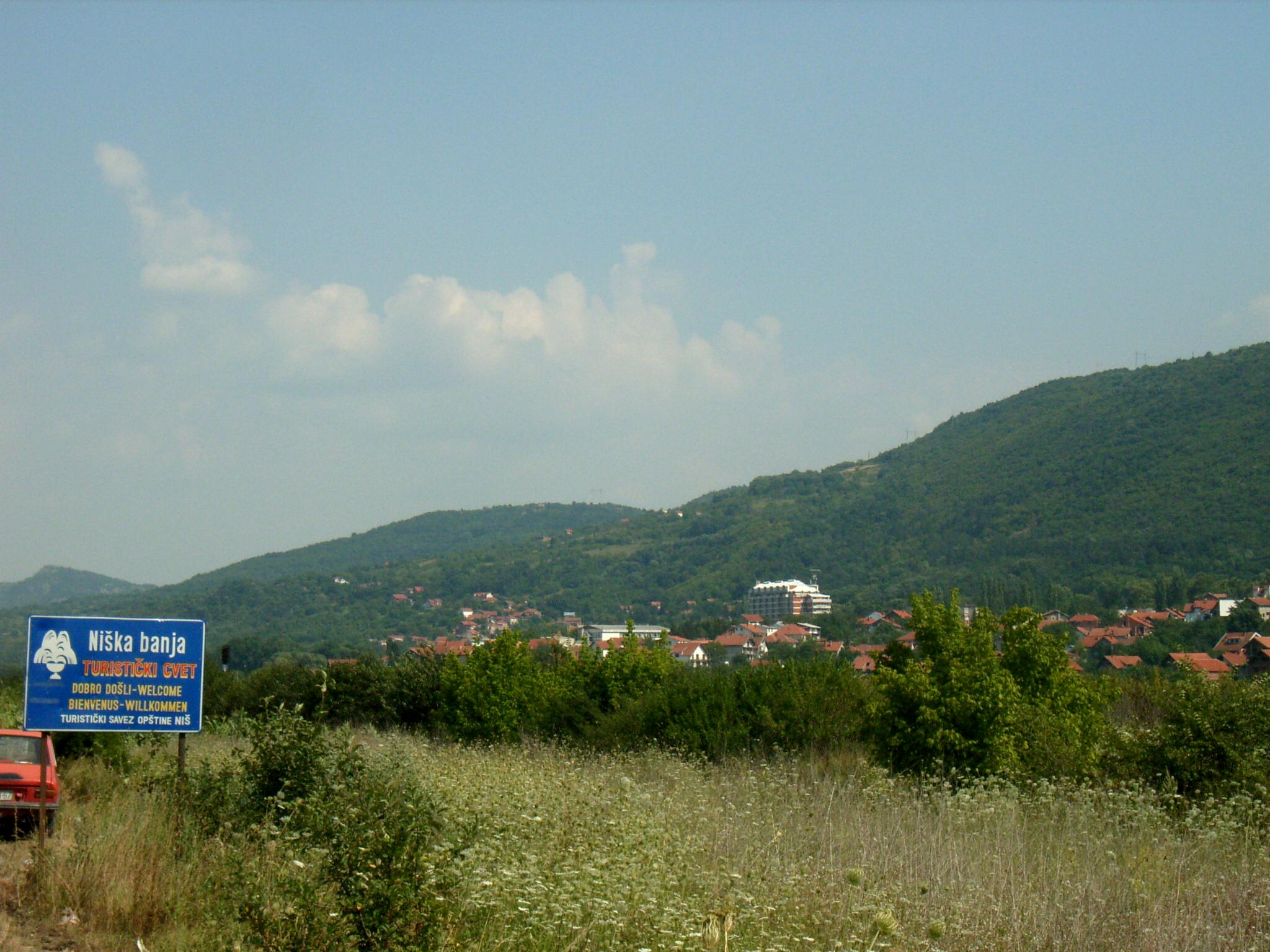
Blick auf Niška Banja

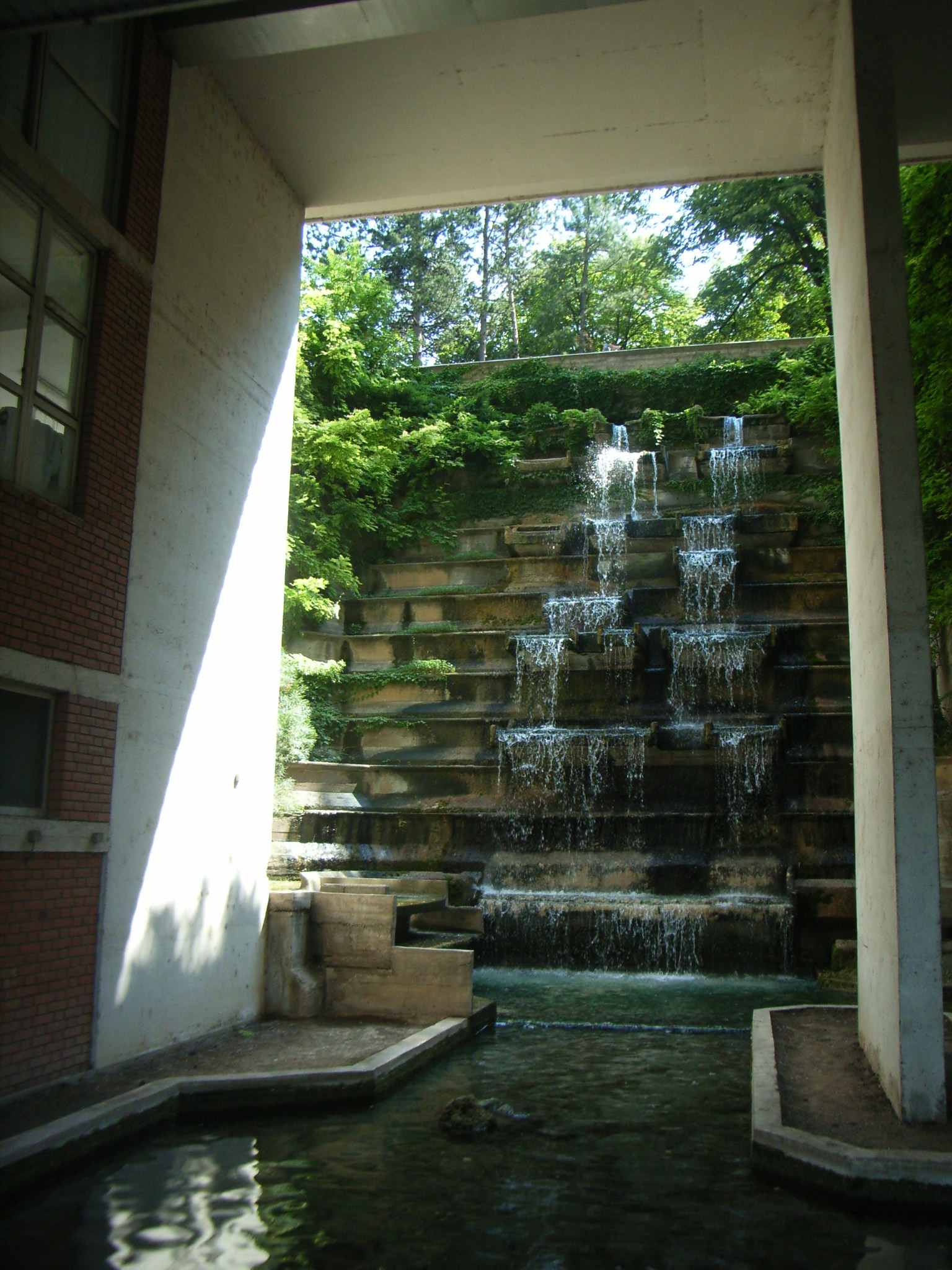
Wasserfall am Hotel Radon

Der Ort liegt räumlich getrennt etwa acht Kilometer östlich des Stadtzentrums von Niš am Fuße des Gebirges Suva Planina. Er gehört der Ort neben der Vrnjačka Banja und Sokobanja zu den bekanntesten Kurorten in Serbien. Hier entspringen Quellen mit radonhaltigem Wasser, das für die Radonbalneologie genutzt wird. 

## Geschichte
Schon die Römer nutzten die Quellen. Im 2. Jahrhundert sollen hier die ersten Badeanlagen gebaut worden sein.

## Verkehr
Nördlich des Zentrums von Niška Banja verlaufen die Hauptmagistralen des Verkehrs von Serbien nach Bulgarien und weiter bis Istanbul. Im Einzelnen sind das 
- die Autobahn Niš–Dimitrovgrad als Teil der Europastraße 75 sowie die
- Bahnstrecke Niš–Dimitrovgrad, die aber nur noch im Güterverkehr bedient wird.

Aus dem Zentrum von Niš ist Niška Banja mit der Stadtbuslinie 1 mehrfach pro Stunde erreichbar.

## Partnerstadt
Partnerstadt ist  Sofades in Griechenland.